# Coren, Cantal

Coren este o comună în departamentul Cantal, Franța. În 1 ianuarie 2022 avea o populație de 445 de locuitori.